# ADF/кофилины
ADF/кофилины — семейство белков, взаимодействующих с актином, важным белком цитоскелета. В геноме человека и мыши имеются три гена кофилинов, которым свойственна высокая эволюционная консервативность:
- CFL1, кодирующий кофилин-1 (альтернативное название — не-мышечный, англ. non-muscular cofilin, n-cofilin)
- CFL2, кодирующий кофилин-2 (альтернативное название — мышечный кофилин, англ. m-cofilin)
- DSTN, кодирующий дестрин, также известный как ADF, англ. actin depolymerizing factor — «фактор деполимеризации актина»

Кофилин и другие белки этой группы регулируют сборку и разборку актиновых нитей. Кофилин относится к семейству АДФ-кофилиновых белков; имеет 70 % гомологии с последовательностью АДФ (актин-деполимеризующий фактор, ADF), что собственно и определяет его принадлежность к АДФ-кофилинам, семейству малых ADP-связывающих белков. Кофилин и другие белки этой группы регулируют сборку и разборку актиновых нитей. Он может связываться как с мономерами актина (G-актином), так и с полимером актина (F-актином). Кофилин может деполимезировать «-»-конец актиновой нити, тем самым предупреждая их сборку. Кофилин может разрывать актиновые нити на большие фрагменты. Эти мономеры могут перемещаться и восстанавливаться в форму нити при расщеплении АТФ.

## Функции
Кофилин —  встречающийся во всех клетках актинсвязывающий фактор, необходимый для реорганизации актиновых филаментов. Представители семейства АДФ/кофилинов связывают мономеры G-актина и деполимеризуют актиновые филаменты с помощью двух механизмов: разрыва и повышения скорости отделения мономеров актина с активного конца. Для эффективного функционирования кофилина требуются свободные от тропомиозина «старые»  нити актина, в составе которых он связан с АДФ/АДФ+Ф,  и надлежащий уровень рН. При наличии доступного АТФ-G-актина кофилин ускоряет полимеризацию актина  путём разрыва актиновых филаментов (предоставляя свободные концы для полимеризации и способствуя активации Arp2/3 комплекса). Длительный эффект кофилина in vivo заключается в том, что он  перерабатывает старый АДФ+Ф-актин, помогая сохранять пул свободного АТФ-G-актина, обеспечивая перестройки цитоскелета и подвижность клеток. Активность кофилина зависит от рН и регулируется путём фосфорилирования, а также при участии фосфоинозитидов.

## Ассоциации с Arp2/3 комплексом
Arp2/3 комплекс и кофилин осуществляют совместную работу по реорганизации актиновых филаментов  цитоскелета. Arp2/3 комплекс связывается с АТФ-F-актином на боковой стороне растущего конца нити, вызывая зарождение (нуклеацию)новой нити F-актина, а кофилин инициирует деполимеризацию, происходящую после диссоциации нити от Arp2/3 комплекса. Они также работают вместе, чтобы реорганизовать микротрубочки в целях переноса большего количества белков внутри везикул для продолжения роста нитей.
Кофилин может связываться также с такими белками, как миозин, тропомиозин, α-актинин, гельсолин и скруин. Эти белки конкурируют с кофилином за связывание актиновых филаментов.